# Il falconiere

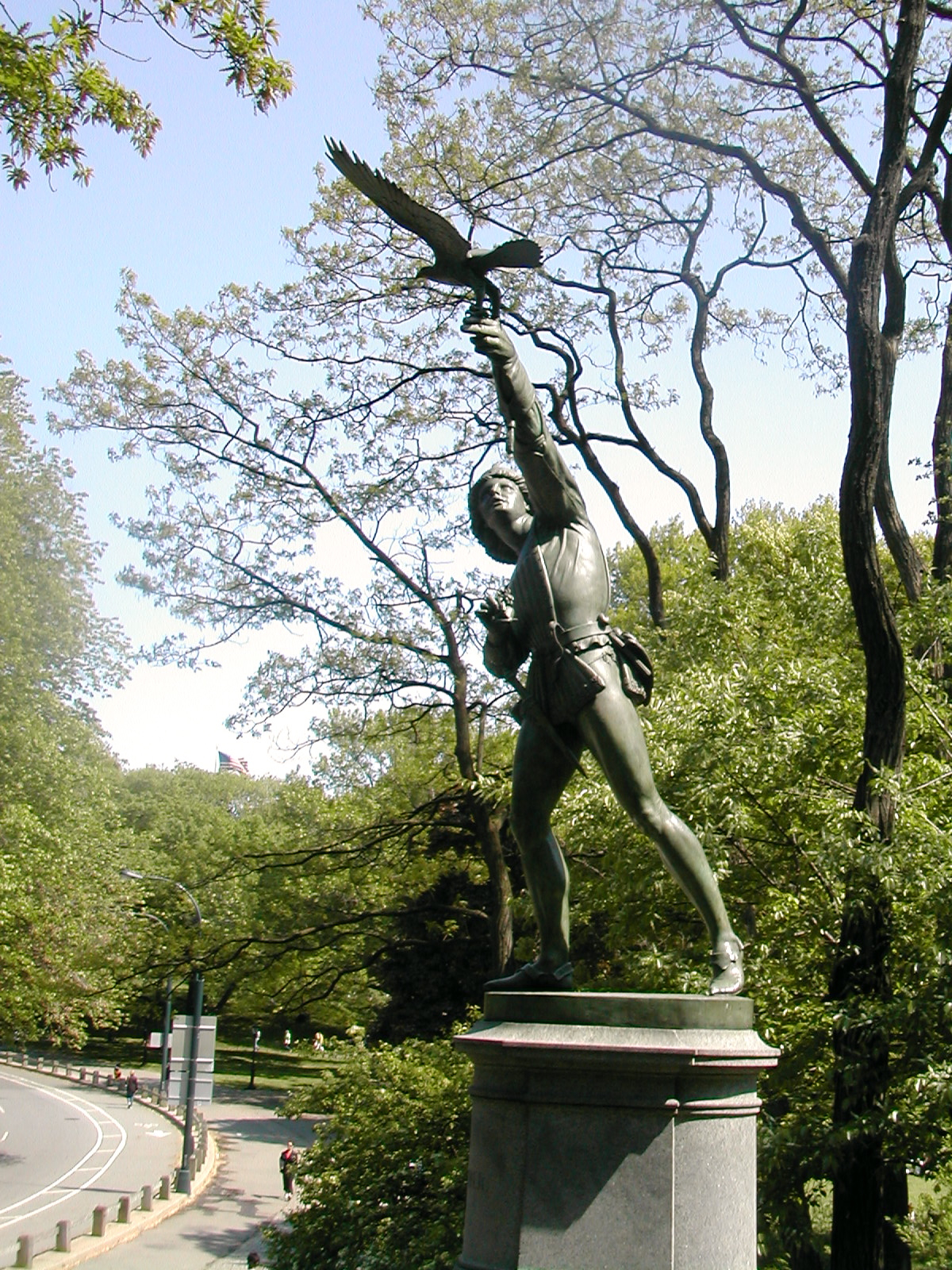
Il falconiere

Il falconiere (in inglese The falconer) è un'opera in bronzo realizzata con la tecnica di fusione a cera persa dallo scultore inglese George Blackall Simonds (1844–1929), posta nel Central Park di New York City, donata dal mercante irlandese George Kemp (1826–1893).

## Descrizione
La statua rappresenta un'elegante figura di un giovane in abiti elisabettiani, intento a rilasciare il proprio falco.
Alta oltre 11 metri, poggia su un piedistallo cilindrico di granito all'apice di una sporgenza naturale a sud della 72a Street Transverse e ad est del West Drive del Central Park.

## Storia
Realizzata nel 1875, la sua installazione nel Central Park ha avuto una travagliata storia di danni atmosferici e atti di vandalismo.
A partire dal 1937 (quando fu puntellata per evitare il pericolo di ribaltamento), l'opera è stata periodicamente restaurata o riparata, fino a culminare con la sua rimozione nel 1957 a causa di un atto vandalico, nella quale subì il furto del falco e il danneggiamento dell'arto di sostegno, ricostruiti poi durante un'opera di restauro eseguita nel 1982.
La statua fu ripristinata nella sua collocazione originale solo nel 1995, dopo l'ennesimo intervento di pulizia, patinatura e applicazione di un rivestimento protettivo dagli agenti atmosferici.

## Galleria d'immagini

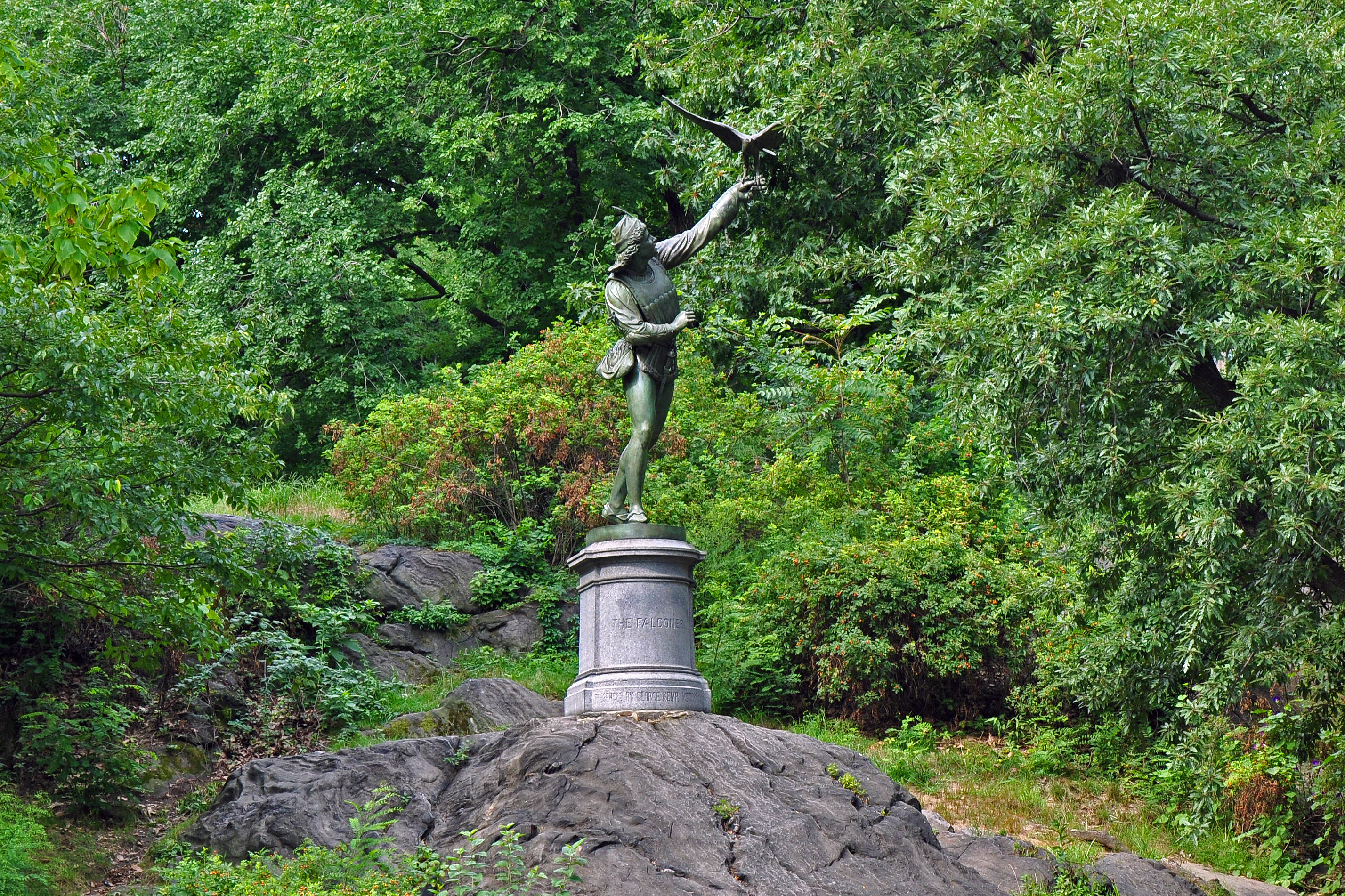
Il falconiere
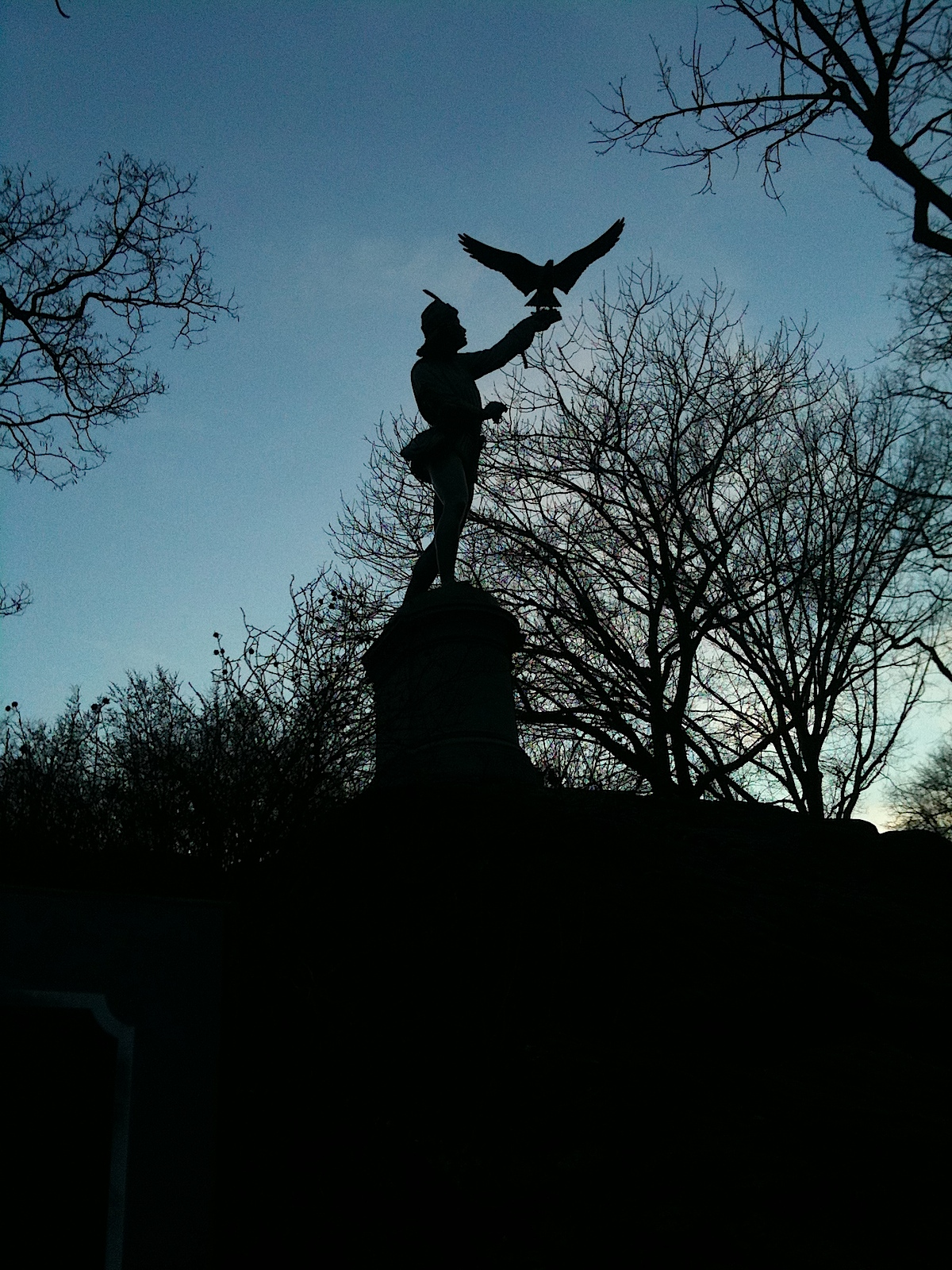
Il falconiere - Silhouette